# چپل هیل (ایندیانا)
چپل هیل (به انگلیسی: Chapel Hill) یک منطقهٔ مسکونی در ایالات متحده آمریکا است که در ایندیانا قرار دارد. چپل هیل ۲۳۵٫۹۲ متر بالاتر از سطح دریا واقع شده‌است.